# کلوین لومکس
کلوین لومکس (انگلیسی: Kelvin Lomax؛ زادهٔ ۱۲ نوامبر ۱۹۸۶) بازیکن فوتبال اهل بریتانیا است.
از باشگاه‌هایی که در آن بازی کرده است می‌توان به باشگاه فوتبال روچدیل، باشگاه فوتبال اولدهام اتلتیک، باشگاه فوتبال هاید، باشگاه فوتبال رامزبوتوم یونایتد، باشگاه فوتبال بارو، باشگاه فوتبال شروزبری تاون، و باشگاه فوتبال چسترفیلد اشاره کرد.